# Tambacounda (region)

Tambacoundaregionens läge i Senegal.

Tambacounda är en av Senegals fjorton regioner. Den är belägen i centrala och sydöstra delen av landet och är den ytmässigt största regionen i Senegal med sina 42 706 km², vilket motsvarar lite mer än en femtedel av hela landets yta. Invånarantalet beräknades till 629 062 invånare i slutet av 2009, vilket ger en befolkningstäthet på 14,7 inv./km². Administrativ huvudort är staden Tambacounda. Regionen Kédougou bildades 2008 av delar från Tambacoundaregionen.

## Administrativ indelning
Regionen är indelad i fyra departement (département) som vidare är indelade i kommuner, arrondissement och landsbygdskommuner (communaute rurale).
Bakels departement
- Kommuner: Bakel, Diawara, Kidira
- Arrondissement: Bélé, Kénieba, Moudéry

Goudirys departement
- Kommuner: Goudiry, Kothiary
- Arrondissement: Bala, Boynguel Bamba, Dianke Makha, Koulor

Koumpentoums departement
- Kommuner: Koumpentoum, Malem Niani
- Arrondissement: Bamba Thialene, Kouthiaba Wolof

Tambacoundas departement
- Kommun: Tambacounda
- Arrondissement: Koussanar, Makakoulibantang, Missirah